# Pei Songzhi
Pei Songzhi (裴松之), prénom social Shiqi, né en 372 et mort en 451, était un historien chinois ayant vécu entre la fin de la dynastie des Jin orientaux et le début de la dynastie des Song du Sud (période des dynasties du Nord et du Sud). Sa famille est originaire de Wenxi, dans le Hedong, ce qui correspond actuellement au Xian de Wenxi, dans la sous-préfecture de Yuncheng, de la province de Shanxi. Il s'était ensuite établi à Jiangnan dans l'actuel Jiangsu, participant aux importantes migrations en direction du Sud chinois qui avaient lieu à cette période en raison des troubles militaires endémiques dans le Nord à la suite de l'implantation des Seize Royaumes. 
Pei est surtout connu pour son édition commentée des Chroniques des trois royaumes, ou Sānguó Zhì (chinois traditionnel : 三國志, simplifié : 三国志,). Le texte original avait été écrit par l'historien chinois Chen Shou au IIIe siècle de notre ère. Au travail de Chen, Pei Songzhi rajoute une multitude de détails, de faits et livre en 429 un manuscrit, trois fois plus épais que l'original, qui devient l'histoire officielle de la période des trois royaumes. 
Par la suite, deux de ses descendants, Pei Yin (裴駰) et  Pei Ziye (裴子野), devinrent aussi des historiens réputés.

## Sa vie
Pei est né dans une famille de politiciens au service des Jin de l'est. Son grand-père, Pei Mei (裴昧), occupa le poste de guanglu dafu  ( 光祿大夫), ce qui équivaut à conseiller d'état. Son père, Pei Gui (裴珪), fut un zheng yuanwailang (正員外郎), ce qui représente un poste ministériel de bas niveau. Pei lisait depuis son enfance et, à l'âge de huit ans, maîtrisait déjà les grands classiques de la littérature chinoise, comme les  entretiens de Confucius ou le Classique des vers.
En 391, durant le règne de l'empereur Xiaowudi (Sima Yao), Pei reçoit à l'âge de 20 ans sa première charge administrative. En 398, durant le règne de l'empereur Andi (Sima Dezong), Yu Kai (庾楷), qui était à la fois l'oncle de Pei et le gouverneur de la province de Yu, s'allia avec  Wang Gong (王恭), le gouverneur des provinces de Yan et de Qing, pour attaquer la capitale impériale, Jiankang. Après sa défaite face aux armées impériales, Yu Kai s'enfuit et rejoint les forces du seigneur de guerre Huan Xuan, et nomme Pei administrateur de la province de Xinye. Par cette nomination, Yu Kai demandait clairement à son neveu de trahir l'empereur et de le rejoindre. Mais Pei, bien trop conscient des dangers liés a une telle offre, refuse ce poste. Peu après, un conflit éclate entre Yu et Huan, qui se termine par la mort de Yu, prouvant ainsi que Pei avait pris la bonne décision.
Au début du Ve siècle, Pei est promu, puis devient le préfet (縣令) du xian de Guzhang. Après quelque temps à ce poste, il est rappelé à la cour, où il devient shangshu ci bu lang (尚書祠部郎), ce qui correspond à un poste de ministre ou directeur au sein du département des affaires d'état. En 416, Liu Yu, duc de Song, reçoit l'ordre de diriger une campagne militaire contre le royaume des Qin postérieurs. Pei prend part à cette campagne et impressionne tellement Liu Yu, que ce dernier lui donne un rang élevé au sein de son armée et parle de Pei de manière très flatteuse. Après la prise de la ville de Luoyang, Liu Yu garde Pei auprès de lui, afin qu'il l'assiste dans la gestion de son duché.
Liu Yu s'empare du pouvoir en 420 et met fin à la dynastie des Jin de l'est. Il fonde ainsi la Dynastie Song du sud et devient l'empereur Song Wudi. Grâce à ses liens avec le nouvel empereur et à ses divers talents, Pei Songzhi occupe divers postes officiels de haut rang au service de l'empereur Wudi. En 426, l'empereur Wendi, un des successeurs de Wudi, organise une inspection détaillée des diverses provinces de son empire. Pei est chargé de l'inspection de Xiangzhou (湘州). Une fois revenu de son voyage, il rédige un rapport en 24 points basés sur ses observations. Il est promu administrateur des provinces de Si et Ji, et devient le "Marquis de Xi" (西鄉侯).
À la fin de sa carrière, Pei devient l'administrateur de Yongjia (永嘉) et du district de Langya (南琅邪). Il prend sa retraite en 437, à l'âge de 65 ans, mais est très rapidement rappelé à la cour impériale, où il occupe des postes haut placés. Il meurt de vieillesse à l'âge de 80 ans, en 451.

## Son œuvre
L'empereur Wendi trouvait que le texte des Chroniques des trois royaumes (Sanguozhi) était trop court et incomplet. Il demanda à Pei d'annoter et de compléter le texte écrit au IIIe siècle par Chen Shou. Pei réunit le plus de sources possibles, y compris celles rejetées par Chen Shou, et rajouta leur contenu au Sanguozhi, ainsi que des commentaires personnels. Cette édition commentée, qu'il achève en 429, devient la nouvelle version intégrale et officielle du Sanguozhi ; le résultat final étant trois fois plus épais que le manuscrit original. L'empereur loua son travail, qu'il qualifiât d'"immortel" et son manuscrit fut dès lors indispensable pour la bonne connaissance de cette période aux côtés de l’œuvre qu'il devait commenter..
En dehors de son édition commentée du Sanguozhi, Pei a aussi écrit d'autres livres, comme le Jin Ji (晉紀; Histoire de la dynastie Jin), le  Pei Shi Jiazhuan (裴氏家傳) et le Ji Zhu Sang Fu Jing Zhuan (集注喪服經傳), entre autres.